# Jan Sørensen
Jan Sørensen (Glostrup, 1955. május 14. – 2024. február 16.) válogatott dán labdarúgó, csatár.

## Pályafutása

### Klubcsapatban
1976–77-ben a BK Frem, 1977 és 1983 között a Club Brugge labdarúgója volt. A Club Brugge csapatával két belga bajnoki címet szerzett és tagja volt az 1977–78-as idényben BEK-döntős együttesnek. 1983 és 1987 között Hollandiában játszott. 1983 és 1985 között az FC Twente, 1985–86-ban a Feyenoord, 1986–87-ben az Excelsior, 1987-ben az Ajax játékosa volt. 1987 és 1989 között a portugál Portimonense csapatában fejezte be az aktív játékot.

### A válogatottban
1977 és 1980 között 11 alkalommal szerepelt a dán válogatottban és három gólt szerzett.

### Edzőként
Visszavonulása után egy idényen át utolsó klubja, a portugál Portimonense vezetőedzője lett. 1991–92-ben a portugál Algarve United, 1997–98-ban az angol Walsall vezetőedzőjeként dolgozott. 2002 és 2004 között a Hvidovre IF sportigazgatója volt.

## Sikerei, díjai
Club Brugge
- Belga bajnokság
  - bajnok (2): 1977–78, 1979–80
- Belga kupa
  - döntős (2): 1979, 1983
- Belga szuperkupa
  - győztes: 1980
- Bajnokcsapatok Európa-kupája (BEK)
  - döntős: 1977–78